# Liste des souverains ottomans
La liste des sultans de l'Empire ottoman (turc : Osmanlı padişahları) réunit les trente-six souverains de l'Empire ottoman, de sa fondation à la fin du XIIIe siècle à sa disparition au début du XXe siècle. Ils appartiennent tous à la dynastie ottomane, issue du fondateur de l'empire, Osman. À partir de 1517, ils détiennent également le titre de calife.
Ils ont régné sur l'empire transcontinental depuis sa création perçue en 1299 jusqu'à sa dissolution en 1922. À son apogée, l'Empire ottoman s'étendait de la Hongrie au nord au Yémen au sud, et de l'Algérie à l'ouest à l'Irak à l'est. Administrée d'abord depuis la ville de Söğüt depuis avant 1281 puis depuis la ville de Bursa depuis 1326, la capitale de l'empire a été déplacée à Andrinople (maintenant connu sous le nom d'Edirne en français) en 1363 à la suite de sa conquête par Mourad Ier, puis à Constantinople (aujourd'hui Istanbul) en 1453 à la suite de sa conquête par Mehmed II.
Les premières années de l'Empire ottoman ont fait l'objet de récits variés en raison de la difficulté de discerner les faits de la légende. L'empire a vu le jour à la fin du XIIIe siècle et son premier souverain (et l'homonyme de l'Empire) était Osman Ier. Selon la tradition ottomane ultérieure, Osman était un descendant de la tribu Kayı des Turcs oghouz. La dynastie ottomane éponyme qu'il a fondée a duré six siècles à travers les règnes de 36 sultans. L'Empire ottoman a disparu à la suite de la défaite des puissances centrales avec lesquelles il s'était allié pendant la Première Guerre mondiale. Le partage de l'Empire par les Alliés victorieux et la guerre d'indépendance turque qui s'ensuivit conduisirent à l'abolition du sultanat en 1922 et la naissance de la République moderne de Turquie en 1923.

## Liste des sultans
| No | Portrait        | Nom                                                 | Début de règne    | Fin de règne      | Remarques | Tuğra                    |
| --- | --------------- | --------------------------------------------------- | ----------------- | ----------------- | --- | ------------------------ |
| 1 | Osman Ier.      | Osman Ier (vers 1258 – mort vers 1326)              | vers 1299         | vers 1326         | - Fils d'Ertuğrul et de Halime Hatun. - Surnommé Gazi, « le Conquérant ». - Il est le premier monarque et bey du beylicat ottoman                                                         | —                        |
| 2 | Orhan.          | Orhan (vers 1281 – mars 1362)                       | vers 1326         | mars 1362         | - Fils d'Osman Ier et de Malhun Hatun (en). - Surnommé Gazi, « le Conquérant ». | Tughra d'Orhan.          |
| 3 | Mourad Ier.     | Mourad Ier (29 juin 1326 – 15 juin 1389)            | mars 1362         | 15 juin 1389      | - Fils d'Orhan et de Nilüfer Hatun. - Surnommé Hüdavendigâr, « seigneur et maître ». - Tué durant ou après la bataille de Kosovo Polje.                                                   | Tughra de Murat Ier.     |
| 4 | Bajazet Ier.    | Bajazet Ier (1354 – 8 mars 1403)                    | 16 juin 1389      | 20 juillet 1402   | - Fils de Murat Ier et de Gülçiçek Hatun (en). - Surnommé Yıldırım, « la Foudre ». - Vaincu à la bataille d'Ankara par Tamerlan, qui le fait prisonnier.                                  | Tughra de Bajazet Ier.   |
| Interrègne ottoman : après la capture de Bajazet par Tamerlan, ses fils Süleyman, Isa, Mehmet, Moussa et Moustafa se disputent le pouvoir pendant plus de dix ans. |                 |                                                     |                   |                   | |                          |
| 5 | Mehmed Ier.     | Mehmed Ier (1381 – 26 mai 1421)                     | 5 juillet 1413    | 26 mai 1421       | - Fils de Bajazet Ier et de Devlet Hatun (en). - Devient sultan incontesté après sa victoire sur son frère Moussa à la bataille de Çamurlu.                                               | Tughra de Mehmed Ier.    |
| 6 | Mourad II.      | Mourad II (juin 1404 – 3 février 1451)              | 26 mai 1421       | août 1444         | - Fils de Mehmed Ier et de Emine Hatun (en). - Abdique en faveur de son fils Mehmed II.                                                                                                   | Tughra de Mourad II.     |
| 7 | Mehmed II.      | Mehmed II (30 mars 1432 – 3 mai 1481)               | août 1444         | septembre 1446    | - Fils de Mourad II et de Hüma Hatun (en). - Surnommé Fatih, « le Conquérant ». - Déposé par le grand vizir Çandarlı Halil Hayreddin Pacha.                                               | Tughra de Mehmed II.     |
| 6 | Mourad II.      | Mourad II (juin 1404 – 3 février 1451)              | septembre 1446    | 3 février 1451    | - Rétabli par le grand vizir Çandarlı Halil Hayreddin Pacha. | Tughra de Mourad II.     |
| 7 | Mehmed II.      | Mehmed II (30 mars 1432 – 3 mai 1481)               | 3 février 1451    | 3 mai 1481        | - Succède à son père à sa mort. - Après la chute de Constantinople en 1453, le Beylicat ottoman devient l'Empire ottoman                                                                  | Tughra de Mehmed II.     |
| 8 | Bayézid II.     | Bayézid II (3 décembre 1447 – 26 mai 1512)          | 3 mai 1481        | 25 avril 1512     | - Fils de Mehmed II et Gülbahar Hatun (en). - Contraint d'abdiquer par son fils Sélim Ier.                                                                                                | Tughra de Bajazet II.    |
| 9 | Sélim Ier.      | Sélim Ier ( 10 octobre 1470 – 20 septembre 1520)    | 25 avril 1512     | 20 septembre 1520 | - Fils de Bajazet II et Gülbahar Hatun (en). | Tughra de Sélim Ier.     |
| 10 | Soliman Ier.    | Soliman Ier (6 novembre 1494 – 7 septembre 1566)    | 30 septembre 1520 | 7 septembre 1566  | - Fils de Sélim Ier et Hafsa Sultan. - Surnommé Kanunî, « le Législateur », ou « le Magnifique ».                                                                                         | Tughra de Soliman Ier.   |
| 11 | Sélim II.       | Sélim II (30 mai 1524 – 12 décembre 1574)           | 7 septembre 1566  | 12 décembre 1574  | - Fils de Soliman Ier et de Roxelane. - Surnommé Mest, « l'Ivrogne », ou Sarı, « le Blond ».                                                                                              | Tughra de Sélim II.      |
| 12 | Mourad III.     | Mourad III (4 juillet 1546 – 16 janvier 1595)       | 12 décembre 1574  | 16 janvier 1595   | - Fils de Sélim II et de Nur-Banu. | Tughra de Mourad III.    |
| 13 | Mehmed III.     | Mehmed III (26 mai 1566 – 22 décembre 1603)         | 16 janvier 1595   | 22 décembre 1603  | - Fils de Mourad III et de Safiye Sultan. | Tughra de Mehmed III.    |
| 14 | Ahmet Ier.      | Ahmad Ier (18 avril 1590 – 22 novembre 1617)        | 22 décembre 1603  | 22 novembre 1617  | - Fils de Mehmed III et de Handan Sultan. | Tughra d'Ahmet Ier.      |
| 15 | Moustafa Ier.   | Moustafa Ier (24 juin 1591 — 20 janvier 1639)       | 22 novembre 1617  | 26 février 1618   | - Fils de Mehmed III et de Halime Sultan. - Déposé en faveur de son neveu Osman II. | Tughra de Moustapha Ier  |
| 16 | Osman II.       | Osman II (3 novembre 1604 – 20 mai 1622)            | 26 février 1618   | 19 mai 1622       | - Fils d'Ahmed Ier et de Mahfiruz Hatice. - Surnommé Genç, « le Jeune ». - Déposé et assassiné par les janissaires.                                                                       | Tughra d'Osman II.       |
| 15 | Moustapha Ier.  | Moustapha Ier (24 juin 1591 — 20 janvier 1639)      | 19 mai 1622       | 10 septembre 1623 | - Restauré. - Déposé à nouveau. | Tughra de Moustafa Ier.  |
| 17 | Mourad IV.      | Mourad IV (27 juillet 1612 – 8 février 1640)        | 10 septembre 1623 | 8 février 1640    | - Fils d'Ahmet Ier et de Kösem. | Tughra de Mourad IV.     |
| 18 | Ibrahim Ier.    | Ibrahim Ier (5 novembre 1615 – 18 août 1648)        | 8 février 1640    | 8 août 1648       | - Fils d'Ahmet Ier et de Kösem. - Déposé par une révolte des janissaires, il est assassiné peu après.                                                                                     | Tughra d'Ibrahim Ier.    |
| 19 | Mehmed IV.      | Mehmed IV (2 janvier 1642 – 6 janvier 1693)         | 8 août 1648       | 8 novembre 1687   | - Fils d'Ibrahim Ier et de Hatice Turhan. - Surnommé Avcı, « le Chasseur ». - Déposé par l'armée et les janissaires.                                                                      | Tughra de Mehmed IV.     |
| 20 | Soliman II.     | Soliman II (15 avril 1642 – 22 juin 1691)           | 8 novembre 1687   | 22 juin 1691      | - Fils d'Ibrahim Ier et de Aşub Sultan (en). | Tughra de Soliman II.    |
| 21 | Ahmet II.       | Ahmad II (25 février 1643 – 6 février 1695)         | 22 juin 1691      | 6 février 1695    | - Fils d'Ibrahim Ier et de Muazzez Sultan (en). | Tughra d'Ahmet II.       |
| 22 | Moustafa II.    | Moustafa II (6 février 1664 – 31 décembre 1703)     | 6 février 1695    | 21 août 1703      | - Fils de Mehmed IV et d'Emetullah Rabia Gülnuş. - Abdique en faveur de son frère Ahmet III.                                                                                              | Tughra de Moustapha II.  |
| 23 | Ahmet III.      | Ahmad III (30 décembre 1673 – 1er juillet 1736)     | 21 août 1703      | 20 septembre 1730 | - Fils de Mehmed IV et d'Emetullah Rabia Gülnuş. - Contraint d'abdiquer par une révolte des janissaires.                                                                                  | Tughra d'Ahmet III.      |
| 24 | Mahmoud Ier.    | Mahmoud Ier (2 août 1696 – 13 décembre 1754)        | 20 septembre 1730 | 13 décembre 1754  | - Fils de Moustafa II et de Saliha Sultan (en) | Tughra de Mahmoud Ier.   |
| 25 | Osman III.      | Osman III (2 janvier 1699 – 30 octobre 1757)        | 13 décembre 1754  | 30 octobre 1757   | - Fils de Moustafa II et de Şehsuvar Sultan (en). | Tughra d'Osman III.      |
| 26 | Moustafa III.   | Moustafa III (28 janvier 1717 – 21 janvier 1774)    | 30 octobre 1757   | 21 janvier 1774   | - Fils d'Ahmed III et de Mihrişah Kadın. | Tughra de Moustapha III. |
| 27 | Abdülhamid Ier. | Abdülhamid Ier (20 mars 1725 – 7 avril 1789)        | 21 janvier 1774   | 7 avril 1789      | - Fils d'Ahmed III et de Şermi Kadın (en). | Tughra d'Abdülhamid Ier. |
| 28 | Sélim III.      | Sélim III (24 décembre 1761 – 28 juillet 1808)      | 7 avril 1789      | 29 mai 1807       | - Fils de Moustapha III et de Mihrişah Sultan (en). - Renversé par une rébellion des janissaires, il est ultérieurement assassiné.                                                        | Tughra de Sélim III.     |
| 29 | Mustafa IV.     | Moustafa IV (8 septembre 1779 – 17 novembre 1808)   | 29 mai 1807       | 28 juillet 1808   | - Fils d'Abdülhamid Ier et de Sineperver Sultan (en). - Déposé lors d'une insurrection menée par Mustapha Beiraktar, il est exécuté sur ordre de son demi-frère et successeur Mahmoud II. | Tughra de Moustapha IV.  |
| 30 | Mahmoud II.     | Mahmoud II (20 juillet 1785 – 1er juillet 1839)     | 28 juillet 1808   | 1er juillet 1839  | - Fils d'Abdülhamid Ier et de Nakşidil Sultan (en) (Aimée du Buc de Rivery). | Tughra de Mahmoud II.    |
| 31 | Abdülmecid Ier. | Abdülmecid Ier (23 avril 1823 – 25 juin 1861)       | 1er juillet 1839  | 25 juin 1861      | - Fils de Mahmoud II et de Bezmiâlem Sultan (en). | Tughra d'Abdülmecid Ier. |
| 32 | Abdülaziz       | Abdülaziz (8 février 1830 – 4 juin 1876)            | 25 juin 1861      | 30 mai 1876       | - Fils de Mahmoud II et de Pertevniyal Sultan (en). - Déposé par ses ministres, il est retrouvé mort cinq jours plus tard, vraisemblablement assassiné.                                   | Tughra d'Abdülaziz.      |
| 33 | Mourad V.       | Mourad V (21 septembre 1840 – 29 août 1904)         | 30 mai 1876       | 31 août 1876      | - Fils d'Abdülmecid Ier et de Şevkefza Kadın (en). - Déposé, il termine sa vie cloîtré au palais Çırağan.                                                                                 | Tughra de Mourad V.      |
| 34 | Abdülhamid II.  | Abdülhamid II (21 septembre 1842 – 10 février 1918) | 31 août 1876      | 27 avril 1909     | - Fils d'Abdülmecid Ier et de Tirimüjgan Kadın (en) (adopté par Perestu Kadın (en)). - Déposé à la suite de l'Incident du 31 mars, il termine sa vie cloîtré au palais de Beylerbeyi.     | Tughra d'Abdülhamid II.  |
| 35 | Mehmed V.       | Mehmed V (2 novembre 1844 – 3 juillet 1918)         | 27 avril 1909     | 3 juillet 1918    | - Fils d'Abdülmecid Ier et de Gülcemal Kadın (en). | Tughra de Mehmed V.      |
| 36 | Mehmed VI.      | Mehmed VI (14 janvier 1861 – 16 mai 1926)           | 4 juillet 1918    | 1er novembre 1922 | - Fils d'Abdülmecid Ier et de Gülüstü Hanım (en). - Après l'abolition du sultanat ottoman, il s'exile en Italie, où il meurt.                                                             | Tughra de Mehmed VI.     |
| — | Abdülmecid II.  | Abdülmecid II (29 mai 1868 – 23 août 1944)          | 18 novembre 1922  | 3 mars 1924       | - Fils d'Abdülaziz et de Hayranidil Kadın (en). - Élu calife par la Grande Assemblée nationale de Turquie. - Après l'abolition du califat, il s'exile en France, où il meurt.             | —                        |